# 杜金富
杜金富（1954年11月—），内蒙古赤峰人，中华人民共和国政治人物。

## 生平
1982年，毕业于辽宁财经学院财政金融系金融专业。1985年，攻读硕士学位。1992年，毕业于中国人民银行研究生部货币银行学专业。后担任中国人民银行内蒙古分行金融研究所所长，伊克昭盟分行行长，内蒙古分行副行长。1999年，担任中国人民银行统计司副司长、司长。2003年，中国人民银行人事司司长。2006年，任中国人民银行行长助理。2010年5月，任中国人民银行副行长。2012年5月，任中国银行业监督管理委员会纪委书记。2016年1月，任中央纪委驻银监会纪检组组长。